# Spinetta Marengo

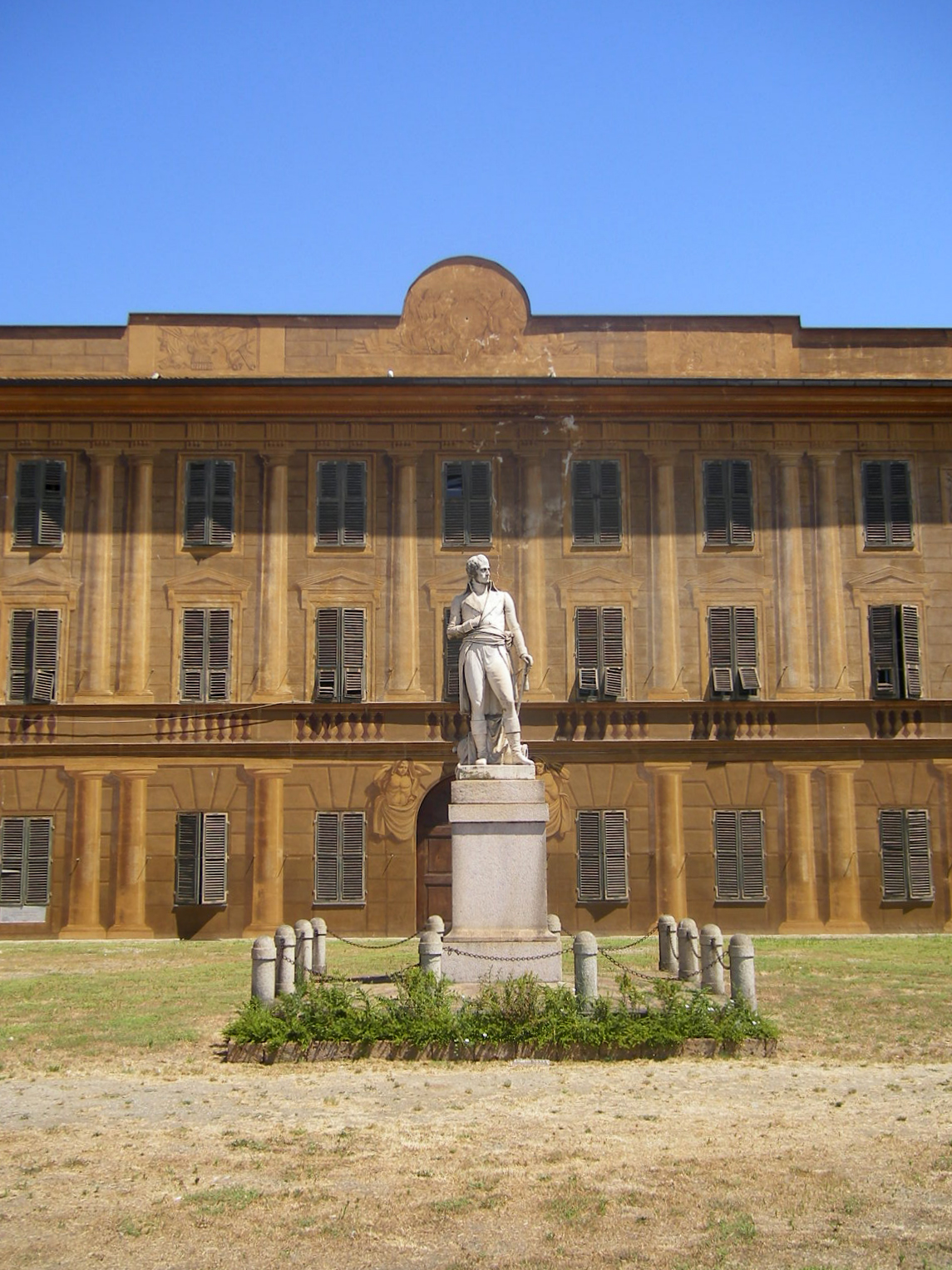
Muzeum Marengo i pomnik Napoleona

Spinetta Marengo (w języku piemonckim La Spinëta) – wieś w gminie Alessandria, w prowincji Alessandria, w regionie Piemont, licząca ponad 7000 mieszkańców.
14 czerwca 1800 roku na polach Marengo Napoleon podczas drugiej kampanii włoskiej w decydującej bitwie rozbił armię austriacką dowodzoną przez generała Michaela von Melasa. Zwycięstwo Francuzów umocniło pozycję przyszłego cesarza i umożliwiło mu zajęcie Piemontu oraz Toskanii. Zarówno przebieg bitwy, jak i miejscowe pamiątki zaprezentowano na ekspozycji w Muzeum Marengo, mieszczącym się w gmachu wybudowanym w roku 1847 z inicjatywy Giovanniego Antonia Delavo.
W roku 1928 podczas prac rolniczych znaleziono we wsi tzw. „skarb z Marengo”, czyli srebrne pozostałości kultury rzymskiej z II wieku n.e., wśród nich: repusowane popiersie cesarza Lucjusza Werusa w zbroi, naczynie zdobione motywem liści akantu, tabliczkę z inskrypcją Fortuna melior, repusowany wizerunek kobiety i fragment architrawu z postaciami bogów. Przedmioty te obecnie można obejrzeć w Muzeum Starożytności w Turynie.